# Windhondenrennen
Windhondenrennen is een sport waarbij windhonden een kunsthaas moeten achtervolgen op een ovale baan.

## Beschrijving
De honden worden in starthokken geplaatst en wanneer die opengaan, spurten ze achter een gemechaniseerde haas aan. De hondenrenbaan bestaat uit twee rechte zijden en twee bochten, te vergelijken met de atletiekbaan. De hond die als eerste over de finish sprint, wint de race. Alle honden dragen tijdens de wedstrijd een muilkorf om de honden tegen elkaar te beschermen. Op een baan met zand wordt een bijzondere muilkorf gebruikt die de mond beschermt tegen opstuivend zand. De honden worden onderverdeeld in klassen, dit gebeurt op ras en geslacht. De greyhound is met name geschikt voor korte sprints en kan een topsnelheid van 72 kilometer per uur bereiken. Het hondenras bezit zeer speciale eigenschappen. De meeste honden reageren op geuren en gaan dan op zoek naar een prooi. De greyhound reageert echter zeer snel bij het zien van een dier. Er wordt begonnen met trainen als de honden 12 maanden oud zijn en met racen als ze 18 maanden oud zijn. Na hun vierde jaar topt de snelheid van de honden af.

## Geschiedenis
Hondenraces vinden al eeuwen plaats. De rijke klasse bezat windhonden voor de jacht. Windhondenrennen zijn ontstaan uit het zogenaamde ‘coursing’, waarbij honden op een open veld een (kunst)haas achtervolgen. De eerste modere windhondenrennen vonden plaats in de Verenigde Staten. In 1910 vroeg de Amerikaanse uitvinder Owen P. Smith een patent aan voor de Inanimate Hare Conveyor, een eerst mechanische kunsthaas. Met enkele partners ontwierp Smith in 1919 ook de eerste moderne renbaan in de buurt van Oakland (Californië). De sport brak pas door vanaf de jaren 1930 toen het verbod op gokken op de wedstrijden werd opgeheven.

## Wereldwijd
In Groot-Brittannië en de Verenigde Staten zijn hondenraces commercieel. In Engeland is het gewoon om voor een avondje uit een renbaan te bezoeken. De eigenaar van een winnende hond ontvangt duizenden ponden of dollars. In de Verenigde Staten zijn windhondenraces in de meeste staten verboden. Eind 2020 werd de sport verboden in Florida, dat veel renbanen kende. In 2021 was de sport nog maar in drie staten toegelaten: Arkansas, Iowa en West Virginia. Ook in landen als Mexico, Australië, Nieuw-Zeeland en Vietnam is de sport populair.
Windhondenrennen wordt in grote delen van Europa beoefend. In vrijwel ieder Europees land vindt men renbanen en renverenigingen.

### Hondenrennen in Nederland
In Nederland wordt het hondenrennen beoefend door fanatieke hondenliefhebbers. Er zijn 12 renbanen in Nederland waar voor de hobbyraces plaatsvinden. De hond loopt in Nederland meestal 277 tot 490 meter. Eigenaren beoefenen de sport, omdat windhonden niets liever doen dan rennen. Eigenaren van honden die wedstrijden winnen, ontvangen een bos bloemen en een kleine vergoeding.
Om deel te nemen aan een hondenrace zal de hond minimaal 15 maanden en maximaal 8 jaar oud moeten zijn. Voordat een hond deelneemt aan een hondenrace heeft hij een verplichte startlicentie nodig. Als eerste moet de hond hiervoor een keuring ondergaan en de 'verklaring goed rond' ontvangen. Om deze verklaring te krijgen loopt de hond, met minimaal 2 andere honden, 2 ronden op de renbaan. Wanneer de hond zich niet stoort aan de anderen ontvangt hij de verklaring en kan bij het secretariaat van een renvereniging de startlicentie worden aangevraagd.
Het overkoepelende orgaan van de windhondenrensport in Nederland waarbij veel verenigingen zijn aangesloten is het Raad van Beheer op Kynologisch Gebied in Nederland.
In Nederland vindt windhondenrensport plaats bij de volgende verenigingen:
| Renbaan                                   | Plaats      |
| ----------------------------------------- | ----------- |
| Windhonden Renvereniging Amsterdam        | Amsterdam   |
| Greyhoundtrack Oaklane                    | Geldrop     |
| Renbaan Landgoed Nienoord                 | Leek        |
| Renbaan Kynologisch Centrum Lelystad Oost | Lelystad    |
| IJsbaan “Stille Wille”                    | Jubbega     |
| Renbaan “Hoalt Voart Tr'in”               | Oude Pekela |
| Rhedense Windhonden Renvereniging Swift   | Rheden      |
| Renbaan De Koerbelt                       | Rijssen     |
| Windhonden Renvereniging Rotterdam        | Rotterdam   |
| Renbaan 't Sikseveen                      | Son         |
| Renbaan Herungerberg                      | Venlo       |
| Sportpark Het Schenge                     | Goes        |

### Hondenrennen in België
In België hebben de rennen een niet-commercieel karakter. De populariteit van de sport is dalend. In 2021 waren er nog renbanen in Westerlo, Beringen en Awans.
| Renbaan          | Plaats         |
| ---------------- | -------------- |
| KVW Beringen     | Beringen       |
| C.N.B.C.L. Awans | Provincie Luik |
| WWRV Westerlo    | Westerlo       |

## Kritiek
De commerciële rennen leidden soms tot matchfixing. Honden kunnen worden overvoerd of er kunnen elastiekjes om hun tenen worden gebonden opdat ze minder snel zouden lopen. Ook is er sprake van doping, onder andere door het toedienen van cocaïne.
Daarnaast is er kritiek op windhondenrennen vanwege het dierenwelzijn. De training en de races kunnen leiden tot blessures door overbelasting en tot ernstige verwondingen, zoals botbreuken en rugletsels. Daarnaast zijn er mistoestanden bij het fokken en verzorgen van de honden. Slechts een minderheid van de windhonden die voor rennen worden gefokt, wordt ook effectief gebruikt bij races. De honden die afvallen of die te oud zijn geworden, werden achtergelaten of afgemaakt.